# Rosa (Olaszország)
Rosa település Olaszországban, Veneto régióban, Vicenza megyében. Lakosainak száma 14 632 fő (2023. január 1.). Rosa Bassano del Grappa, Cartigliano, Cassola, Rossano Veneto és Tezze sul Brenta községekkel határos.

## Népesség
A település népességének változása:
| Lakosok száma | 14 444 | 14 499 | 14 632 |
|               | 2017   | 2018   | 2023   |